# Panzeria hamilla
Panzeria hamilla là một loài ruồi trong họ Tachinidae.